# Dave Duncan
Pour les articles homonymes, voir Duncan.
Œuvres principales
- Série Les Lames du roi

David John Duncan, dit Dave Duncan, né le 30 juin 1933 à Newport-on-Tay en Écosse et mort le 29 octobre 2018, est un écrivain canadien de fantasy. Avant de se mettre à écrire, il était géologue dans l'industrie pétrolière. Il a plus de trente livres de fantasy à son actif.
Le cycle des Lames du roi se déroule dans un univers qui ressemble un peu à celui des trois mousquetaires, mais avec de la magie. Le Seigneur des terres de feu est inspiré de la trame du Hamlet de Shakespeare.

## Biographie
Dave Duncan nait le 30 juin 1933 à Newport-on-Tay en Écosse. 
Après des études de géologie à l'université de St Andrews, il passe toute sa vie d'adulte, depuis 1955, à l'ouest du Canada, principalement Calgary, et travaille comme géologue jusqu'en 1986.
Il publie son premier roman, A Rose Red City, en 1987, et écrit dès lors un ou deux romans de fantasy ou science-fiction chaque année.

## Style et succès
Il est connu favorablement pour la complexité de ses caractères (ce qui est selon lui la chose la plus difficile), des intrigues captivantes, et des systèmes de magie originaux.
Bien qu'il ait aussi écrit des romans historiques ou pour la jeunesse, il est essentiellement connu pour ses récits de fantasy et de science-fiction. En 1999, après douze ans de carrière littéraire, il avait vendu un million de livres, dans une douzaine de pays.

## Œuvres

### SérieLa Septième Épée
1. Le Guerrier de la déesse, Bragelonne, 2008 ((en) The Reluctant Swordsman, 1988)
2. Le Voyage du saphir, Bragelonne, 2008 ((en) The Coming of Wisdom, 1988)
3. Le Destin de l'épée, Bragelonne, 2008 ((en) The Destiny of the Sword, 1988)
4. (en) The Death of Nnanji, 2012

### UniversPandemia

#### SérieA Man of His Word
1. (en) Magic Casement, 1990
2. (en) Faery Lands Forlorn, 1991
3. (en) Perilous Seas, 1991
4. (en) Emperor and Clown, 1992

#### SérieA Handful of Men
1. (en) The Cutting Edge, 1992
2. (en) Upland Outlaws, 1993
3. (en) The Stricken Field, 1993
4. (en) The Living God, 1994

### SérieOmar
1. (en) The Reaver Road, 1992
2. (en) The Hunters' Haunt, 1995

### SérieThe Great Game
1. (en) Past Imperative, 1995
2. (en) Present Tense, 1996
3. (en) Future Indefinite, 1997

### SérieThe Years of Longdirk
Cette série a été publiée sous le pseudonyme Ken Hood.
1. (en) Demon Sword, 1995
2. (en) Demon Rider, 1997
3. (en) Demon Knight, 1998

### UniversLes Lames du roi

#### SérieLes Lames du roi
1. L'Insigne du chancelier, Bragelonne, 2004 ((en) The Gilded Chain, 1998)
2. Le Seigneur des terres de feu, Bragelonne, 2004 ((en) Lord of the Fire Lands, 1999)
3. Un ciel d'épées, Bragelonne, 2005 ((en) Sky of Swords, 2000)

#### SérieChronicles of the King's Blades
1. (en) Paragon Lost, 2002
2. (en) Impossible Odds, 2003
3. (en) The Jaguar Knights, 2004
4. (en) One Velvet Glove, 2017
5. (en) The Ethical Swordsman, 2019

#### SérieThe King's Daggers
1. (en) Sir Stalwart, 1999
2. (en) The Crooked House, 2000
3. (en) Silvercloak, 2001

### SérieDodec
1. (en) Children of Chaos, 2006
2. (en) Mother of Lies, 2007

### SérieNostradamus
1. (en) The Alchemist's Apprentice, 2007
2. (en) The Alchemist's Code, 2008
3. (en) The Alchemist's Pursuit, 2009

### SérieBrothers Magnus
1. (en) Speak to the Devil, 2010
2. (en) When the Saints, 2011

### SérieThe Starfolk
1. (en) King of Swords, 2013
2. (en) Queen of Stars, 2014

### SérieIvor of Glenbroch
1. (en) The Runner and the Wizard, 2013
2. (en) The Runner and the Saint, 2014
3. (en) The Runner and the Kelpie, 2014

### SérieThe Enchanter General
1. (en) Ironfoot, 2017
2. (en) Trial by Treason, 2018
3. (en) Merlin Redux, 2019

### Romans indépendants
- (en) A Rose-Red City, 1987
- (en) Shadow, 1987
- (en) West of January, 1989
- (en) Strings, 1990
- (en) Hero!, 1991
- (en) The Cursed, 1995
- (en) Daughter of Troy, 1998Sous le nom de Sarah B. Franklin.
- (en) Ill Met in the Arena, 2008
- (en) Pock's World, 2010
- (en) Against the Light, 2012
- (en) Wildcatter, 2012
- (en) The Eye of Strife, 2015
- (en) Irona 700, 2015
- (en) Eocene Station, 2016
- (en) Portal of Thousand Worlds, 2016
- (en) Pillar of Darkness, 2019
- (en) The Traitor's Son, 2024
- (en) Corridor to Nightmare, 2024